# Mystery Detective
Mystery Detective (おさわり探偵 小沢里奈?, Osawari Tantei: Osawa Rina, letteralmente Touch Detective: Rina Osawa) conosciuto con il titolo Touch Detective in Nordamerica e Francia, è un videogioco d'avventura punta e clicca per Nintendo DS. È stato sviluppato dalla BeeWorks e pubblicato in Giappone dalla Success Corporation. È stato sviluppato e commercializzato negli Stati Uniti dalla Atlus, e in Europa dalla 505 Games.

## Modalità di gioco
Il giocatore controlla la protagonista detective Mackenzie per risolvere i quattro misteri della piccola città di Osawari. Sia lo stile grafico che la trama fanno capire che il gioco è di carattere fantastico (per esempio il primo caso è quello di trovare un ladro di sogni). Il recensore Steven Hopper osserva che "il gioco presenta un'estetica unica come quella di una versione di un fumetto di Vasquez Jhonen realizzata da Tim Burton". A parte i misteri principali (in tutto 4), vi è anche una serie di piccoli misteri bonus che coinvolgono compiti molto più semplici. Vi è anche una Touch-List contenente una serie di oggetti importanti che il giocatore ha toccato (ad esempio piante, divani ecc.)
Il gioco è interamente controllato tramite il touch screen. Toccando una qualsiasi posizione sullo schermo, la protagonista parlerà con un personaggio o esaminerà un oggetto. Il giocatore ha inoltre una lista di oggetti raccolti che potrà prima esaminare e dopo usarli per risolvere i vari misteri. Il protagonista può interagire con i vari personaggi per scovare indizi, aiutandosi anche con il suo piccolo amico Funghi che le servirà per risolvere alcuni enigmi.

## Personaggi principali
- MacKenzie: l'eroina del gioco nonché il personaggio principale. Dovrà affrontare piccoli misteri di varie difficoltà, aiutata dai suoi amici e dagli indizi che le vengono dati dai vari personaggi. Non ama il suo "soprannome" mystery detective come si capirà nella seconda serie.
- Penelope: è una delle ragazze che vive nel condominio della città e amica di MacKenzie. I suoi genitori sono molto ricchi, quindi le piace uno stile di vita lussuoso. Di solito i casi ruotano attorno a lei poiché è molto ingenua.
- Chloe: altra ragazza della città sebbene sia amica di MacKenzie, tende ad essere la sua rivale cercando di risolvere i casi ma non concludendo niente.
- Funghi: è un funghetto vivente tenuto come animale domestico da MacKenzie. Viaggia sempre con lei, a volte le è molto d'aiuto per risolvere i casi.
- Cromwell: è il maggiordomo di MacKenzie ed è anche un inventore geniale. Non si sa se è uno zombie maggiore di 300 anni o un robot, ma quando la protagonista si trova in difficoltà sarà sempre pronto ad aiutarla.

## Casi
MacKenzie viene a sapere che per entrare nella Great Detective Society bisogna risolvere 4 casi e presentare la relazione d'indagine alla società.

### Episodio 1 -Rapina. La realtà di un sogno innocente
Penelope si dirige da MacKenzie, sostenendo che i suoi sogni vengano "rubati". MacKenzie così chiede a Cromwell di ideare una particolare invenzione in modo che lei possa vedere nei sogni di Penelope. Utilizzando quest'invenzione, MacKenzie capisce cosa accade nei sogni della ragazza, vede infatti una strana creatura scappare poco prima che Penelope si svegli. Indagando ulteriormente, trova la piccola detective trova un modo per entrare nel "Mondo dei sogni", questo metodo però funziona solo se tutta la città si addormenta. Così fa addormentare tutti i cittadini, entrando nel mondo dei sogni e fermando la creatura che fuggiva. Si viene poi a scoprire che è la pasticcera della città: infatti ammette il crimine e spiega anche utilizzava i sogni cristallizzati di Penelope come ingrediente segreto per la sua torta. L'episodio si conclude con un accordo: lo chef ruberà i sogni a Penelope solamente una volta a settimana.

### Episodio 2 -Scomparsa. La verità nascosta nel cosmo
Penelope scompare, e dalle indagini svolte sembra che nella sua stanza sia tutto rotto e a pezzi. Tuttavia si scopre che l'artefice del disordine nella stanza fu Chloe, che cercava di trovare qualche indizio in merito alla misteriosa scomparsa della ragazza. MacKenzie si dirige verso un nuovo luogo della città: il planetario. Incontra il suo proprietario strano, ed anche una bambina di nome Lysney a cui piace giocare molto con le bambole. Dopo aver colto il proprietario comprare vestiti troppo grandi per Lysney, MacKenzie scopre che lo strano uomo ha catturato Penelope e la sta mantenendo in una stanza segreta controllandole la mente in modo che possa essere amica con Lysney. In seguito la detective salva Penelope, cattura il proprietario e diventa amica con Lysney.

### Episodio 3 -Miracolo. Il miracolo di un cuore puro
Penelope afferma che uno spiritello del ghiaccio è bloccato nella pista di pattinaggio, un nuovo luogo, nonché unico posto freddo della città. MacKenzie però non riesce a sentirlo e percepirlo. Il proprietario della pista è stanco di vivere al freddo e sta cercando di chiudere la pista, aumentando la temperatura del luogo. La vita dello spiritello è così in bilico tra morte e salvezza. A MacKenzie viene in mente l'idea di far nevicare nella città in modo che possa scappare e uscire dalla pista di pattinaggio. Per far accadere ciò vi è bisogno di un incantesimo che evoca un angelo, che verrà eseguito da Chloe. L'incantesimo ha successo e lo spiritello così viene liberato.

### Episodio 4 -Omicidio. La tragedia di un vecchio rancore
Penelope afferma che vi è stato un omicidio al circo della città, anche se è solo un circo delle pulci. A quanto pare il circo fu una grande attrazione in passato, ma da quando chiuse, tutti gli artisti si stabilirono nella città. MacKenzie scopre che l'omicidio è avvenuto fra le pulci, così indaga per scoprire il colpevole, pensando inizialmente che fosse una la pulce responsabile dell'accaduto. Tuttavia, quando una grande incudine uccide tutte le pulci, i sospetti ricadono su Dover, un ex-esecutore del circo. La sua vecchia attività da circense è stata interrotta a causa di un morso da una pulce, trovandosi senza lavoro. Per questo motivo si vendicò per cercare di tornare in celebrità. Tuttavia, MacKenzie è in grado di fermarlo.

## Accoglienza
A partire dal 4 marzo 2007, Mystery Detective ha ottenuto una valutazione media del 65% da GameRankings , lodando la presentazione ma criticando il gameplay effettivo.
IGN osserva che "Lo stile visivo è impressionante, la presentazione è grande e l'audio è estremamente divertente, ma per il resto il gioco è pieno di enigmi confusionari, non informativo, e un'esperienza complessiva superficiale".

## Sequel
È stato distribuito un sequel, Mystery Detective 2 ½, il 9 ottobre 2007.